# GNOME Files
El GNOME Files, en català conegut com a Fitxers i abans anomenat Nautilus, és el gestor de fitxers per defecte de l'entorn d'escriptori GNOME. Es troba sota els termes de la llicència LGPL i està disponible també per a altres sistemes Unix-like.
La primera versió del Nautilus va ser alliberada el 13 de març de 2001 i incorporada al projecte GNOME des de la versió 1.4, publicada l'abril del mateix any. El nom va ser canviat a la versió 3.6, de Nautilus a GNOME Files.